# A Thousand Miles
A Thousand Miles (englisch für „Eintausend Meilen“) ist ein Lied der US-amerikanischen Sängerin Vanessa Carlton. Der Song ist die erste Singleauskopplung ihres Debütalbums Be Not Nobody und wurde am 12. Februar 2002 veröffentlicht.

## Inhalt
A Thousand Miles ist ein Liebeslied, bei dem Vanessa Carlton aus der Perspektive des lyrischen Ichs über eine geliebte Person singt, für die sie tausend Meilen gehen würde, nur um sie wiederzusehen. So singt sie von den Gedanken an ihn und fragt sich, ob er auch an sie denke. Dabei fühle sie sich, als würde sie in der Erinnerung an ihn ertrinken. Laut Vanessa Carlton handelt es sich bei der besungenen Person um einen Schüler an der Juilliard School, in den sie damals verliebt war, sich jedoch nicht traute, ihn anzusprechen.

“If I could fall into the sky

Do you think time would pass me by?

’Cause you know I’d walk a thousand miles

If I could just see you

Tonight”

## Produktion
Der Song wurde von dem US-amerikanischen Musikproduzenten Ron Fair produziert und von Vanessa Carlton selbst geschrieben. Charakteristisch ist die durchgängige Klavierbegleitung.

## Musikvideo
Bei dem zu A Thousand Miles in Newbury Park, Kalifornien und in Downtown Los Angeles gedrehten Musikvideo führte Marc Klasfeld Regie. Es verzeichnet auf YouTube über 400 Millionen Aufrufe (Stand Juli 2024). Zu Anfang setzt sich Vanessa Carlton in einer Garage an ihr Klavier und beginnt zu spielen. Daraufhin fährt sie klavierspielend auf der Straße durch die Nachbarschaft und kommt unter anderem an spielenden Kindern vorbei. Anschließend befindet sie sich auf einer Landstraße, umgeben von Motorradfahrern und Läufern, bevor sie schließlich durch die Straßen einer Großstadt fährt, bis es Nacht wird. Am Ende kehrt sie mit dem Klavier in die Garage zurück und steht auf.

## Single

### Covergestaltung
Das Singlecover zeigt Vanessa Carlton, die den Betrachter mit leicht gesenktem Kopf anblickt. Die braunen Schriftzüge Vanessa Carlton und A Thousand Miles befinden sich links bzw. rechts im Bild. Der Hintergrund ist in hellen Farbtönen gehalten.

### Titellisten
Single
1. A Thousand Miles – 3:59
2. Twilight (live) – 4:06

Maxi
1. A Thousand Miles – 3:59
2. Twilight (live) – 4:06
3. Wanted (Ripe Mix) – 3:54
4. A Thousand Miles (Video) – 4:29

### Chartplatzierungen
A Thousand Miles stieg am 10. Juni 2002 auf Platz 19 in die deutschen Singlecharts ein und erreichte fünf Wochen später mit Rang 14 die höchste Position. Insgesamt hielt sich der Song 16 Wochen lang in den Top 100. In den deutschen Airplaycharts dagegen erreichte es die Chartspitze, wo es sich drei Wochen halten konnte. Besonders erfolgreich war das Lied in Australien, wo es die Chartspitze erreichte. Weitere Top-10-Platzierungen belegte die Single unter anderem in Dänemark, Neuseeland, den Vereinigten Staaten, im Vereinigten Königreich, in Italien, Belgien, der Schweiz und Frankreich. In den deutschen Single-Jahrescharts 2002 erreichte der Song Rang 61.
| ChartsChartplatzierungen       | Höchstplatzierung | Wochen |
| ------------------------------ | ----------------- | ------ |
| Deutschland (GfK)              | 14 (16 Wo.)       | 16     |
| Österreich (Ö3)                | 12 (20 Wo.)       | 20     |
| Schweiz (IFPI)                 | 8 (32 Wo.)        | 32     |
| Vereinigte Staaten (Billboard) | 5 (41 Wo.)        | 41     |
| Vereinigtes Königreich (OCC)   | 6 (23 Wo.)        | 23     |

| ChartsJahrescharts (2002)      | Platzierung |
| ------------------------------ | ----------- |
| Deutschland (GfK)              | 61          |
| Österreich (Ö3)                | 74          |
| Schweiz (IFPI)                 | 20          |
| Vereinigte Staaten (Billboard) | 6           |
| Vereinigtes Königreich (OCC)   | 56          |

### Auszeichnungen für Musikverkäufe
A Thousand Miles erhielt im Jahr 2022 im Vereinigten Königreich für mehr als 1,2 Millionen verkaufte Einheiten eine doppelte Platin-Schallplatte. 2023 wurde es in Deutschland für über 250.000 Verkäufe mit einer Goldenen Schallplatte ausgezeichnet. Mit weltweit mehr als zwei Millionen zertifizierten Verkäufen ist es das kommerziell erfolgreichste Lied von Vanessa Carlton.

| Land/Region                  | Auszeichnungen für Musikverkäufe (Land/Region, Auszeichnung, Verkäufe) | Verkäufe  |
| ---------------------------- | ---------------------------------------------------------------------- | --------- |
| Australien (ARIA)            | 2× Platin                                                              | 140.000   |
| Belgien (BRMA)               | Gold                                                                   | 25.000    |
| Brasilien (PMB)              | Gold                                                                   | 30.000    |
| Dänemark (IFPI)              | Platin                                                                 | 90.000    |
| Deutschland (BVMI)           | Gold                                                                   | 250.000   |
| Frankreich (SNEP)            | Silber                                                                 | 125.000   |
| Italien (FIMI)               | Gold                                                                   | 50.000    |
| Japan (RIAJ)                 | Gold                                                                   | 100.000   |
| Neuseeland (RMNZ)            | 3× Platin                                                              | 90.000    |
| Spanien (Promusicae)         | Gold                                                                   | 30.000    |
| Vereinigtes Königreich (BPI) | 2× Platin                                                              | 1.200.000 |
| Insgesamt                    | 1× Silber · 6× Gold · 8× Platin ·                                      | 2.130.000 |

Bei den Grammy Awards 2003 wurde A Thousand Miles in den Kategorien Record of the Year, Song of the Year und Best Arrangement, Instrumental and Vocals nominiert, konnte jedoch in keiner gewinnen.